# L'infanzia di Maria Vergine
L'infanzia di Maria Vergine è un dipinto a olio su tela del 1849 del pittore della Confraternita dei Preraffaelliti Dante Gabriel Rossetti, che misura 83,2 per 65,4 cm e ora nella collezione della Tate Britain, a cui fu lasciato in eredità nel 1937 da Agnes Jekyll. Fu il suo primo dipinto ad olio completato ed è firmato "Dante Gabriele Rossetti PRB 1849". La espose per la prima volta alla "Free Exhibition" presso la Hyde Park Corner Gallery.

## Storia
Rossetti iniziò i lavori nell'estate del 1848, lavorando duramente e puntando a completarli per l'esposizione nel marzo del 1849. Nel novembre 1848 menzionò la sua scelta di argomento in una lettera all'amico di suo padre, Charles Lyell di Kinnordy, affermando che sarebbe stato sicuramente di gradimento per i membri di una comunità religiosa. Era un soggetto comune nell'arte medievale e rinascimentale e solitamente raffigura Maria con un libro in grembo mentre sua madre Anna le insegna a leggere. Rossetti, invece, mostra Maria che ricama un giglio (simbolo tradizionale della purezza di Maria) sotto la guida di Anna, mentre suo padre, Gioacchino, pota una vite sullo sfondo, riferendosi alla venuta di Cristo (che si definisce "la Vera Vite" in Giovanni 15.1 ). La vite ha la forma di una croce, prefigurando la passione di Cristo.
Rossetti scrisse due sonetti per spiegare il simbolismo del dipinto: il primo fu inciso nella parte inferiore della cornice originale, mentre il secondo fu stampato nel catalogo della Free Exhibition.
I modelli provenivano da luoghi vicini a casa: Anne fu interpretata dalla madre di Rossetti, Frances, la sorella Christina Rossetti posò per Mary e il servitore di famiglia Williams posò per Joachim. Il volto dell'angelo era originariamente basato sulla sorellastra di Thomas Woolner (1825-1892), ma nell'agosto del 1849 Rossetti sostituì i suoi lineamenti con quelli di un'altra ragazza, consigliatagli dal suo collega preraffaellita James Collinson (1825-1881).
L'accoglienza e le recensioni alla Free Exhibition sono state generalmente positive. Fu acquistato per 80 sterline da Louisa, marchesa di Bath, moglie di John Thynne, quarto marchese di Bath e amica di famiglia dei Rossetti. Rossetti ridipinse l'abito di Maria e il volto dell'angelo prima di inviarle l'opera, mentre il pagamento finanziò un viaggio in Belgio e Francia condotto da lui e da William Holman Hunt . Fu nuovamente esposto nel 1850 alla Portland Gallery Exhibitions della Royal Academy, dove ricevette un'accoglienza meno amichevole. Nel 1864 divenne di proprietà di Lady Louise Fielding, che quell'anno lo rispedì a Rossetti perché lo ridipingesse: egli trasformò le ali dell'angelo dal bianco al rosa intenso e le maniche di Maria dal giallo al marrone. La cornice originale con gli angoli superiori arrotondati fu sostituita da una cornice rettangolare con entrambi i sonetti di Rossetti sulla base.